# Biển Ionia

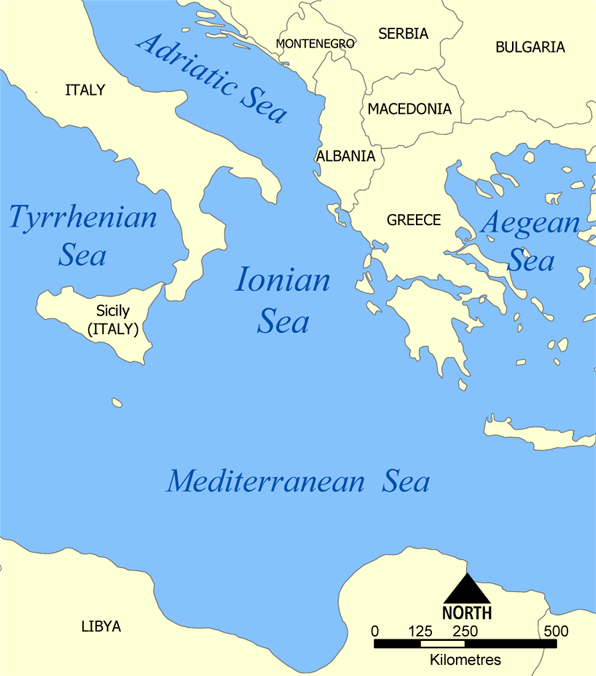
Vị trí của biển Ionia tại Địa Trung Hải

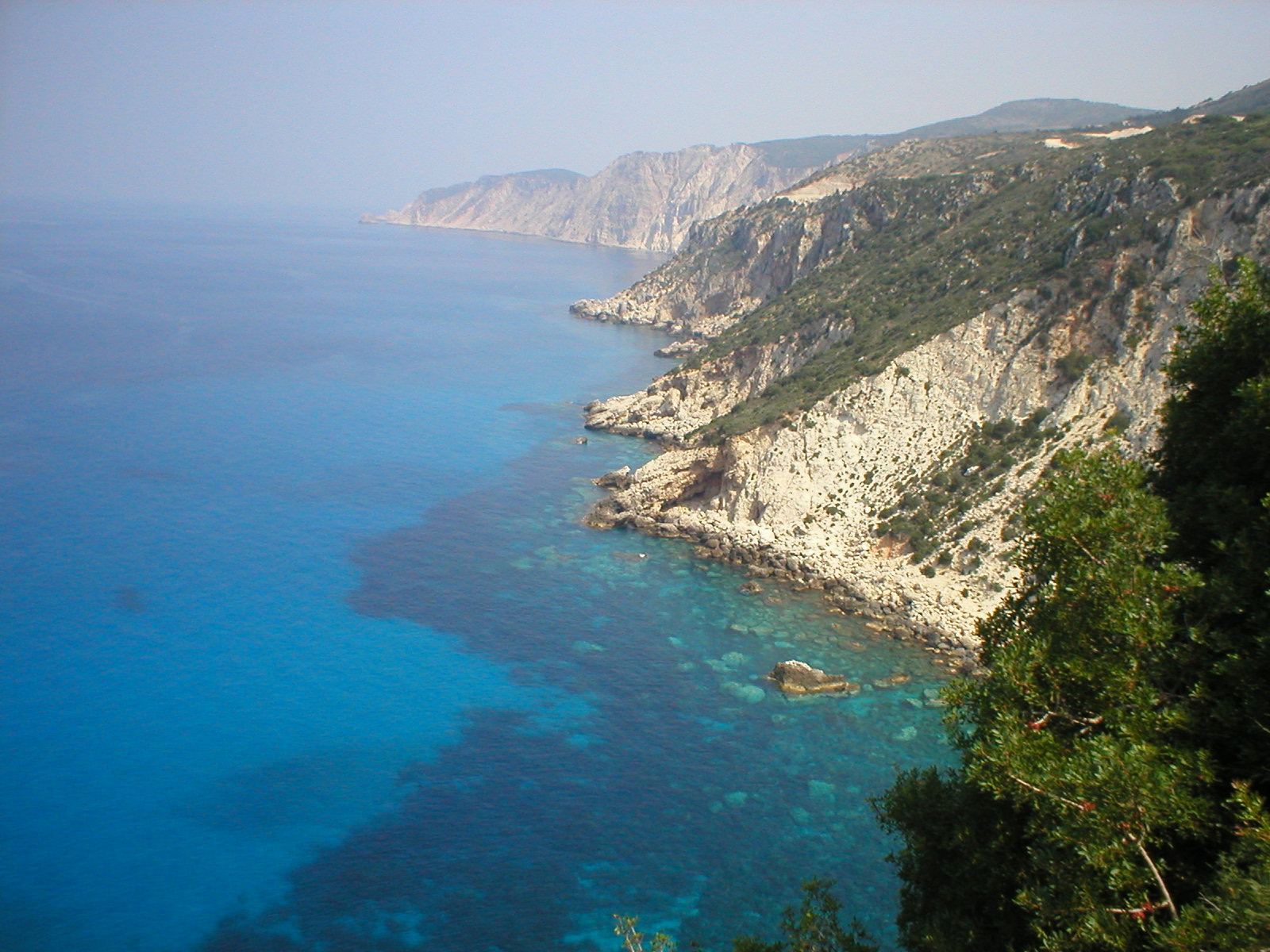
Cảnh biển Ionia nhìn từ đảo Kefalonia

Biển Ionia (tiếng Hy Lạp: Ιόνιο Πέλαγος, tiếng Italia: Mare Ionio, tiếng Albania: Deti Jon) là một biển thuộc Địa Trung Hải. Biển Ionia tiếp giáp với các bán đảo Calabria, Sicilia, Salento của Italia về phía tây, một số lượng rất lớn các đảo thuộc Hy Lạp như Corfu, Zante, Kefalonia, Ithaka, Lefkas về phía đông. Tập hợp những đảo trên còn được gọi là quần đảo Ionia. Đây là một trong những khu vực hay xảy ra địa chấn nhất trên thế giới.
38°06′4″B 18°17′41″Đ / 38,10111°B 18,29472°Đ